# Oszillierende Reaktion
Unter einer oszillierenden Reaktion versteht man in der Chemie eine Form des Ablaufs komplexer chemischer Reaktionen, bei denen die Konzentration von Zwischenprodukten und Katalysatoren keinen stationären Zustand einnimmt, sondern zeitlich periodische Schwankungen aufweist. Es handelt sich dabei um einen Sonderfall dissipativer Strukturen. Unter bestimmten Voraussetzungen kann es auch zu nicht-monotonen Änderungen kommen – das System verhält sich dann chaotisch. Man kann zwischen oszillierenden Reaktionen in heterogenen oder homogenen Medien unterscheiden, wobei die heterogenen Reaktionen explizit an Phasengrenzflächen gebunden sind. Oszillierende Reaktionen sind weit verbreitet. Man interessiert sich für sie jedoch nicht nur aus theoretischen Belangen (als bekanntestes Beispiel die Belousov-Zhabotinsky-Reaktion) oder technischen Gründen (Reaktionsführung in der Chemischen Industrie), vielmehr sind sie von immenser Bedeutung für das Leben. So fungieren sie als Taktgeber für periodische Prozesse (Sinusknoten des Erregungsbildungssystems des Herzens) oder synchronisieren die Nerventätigkeit im Gehirn. Sie spielen außerdem eine wichtige Rolle bei der elektrochemischen Auflösung von Metallen in Säure und der Oxidation von Kohlenmonoxid, Schwefelwasserstoff und Kohlenwasserstoffen.

## Geschichte

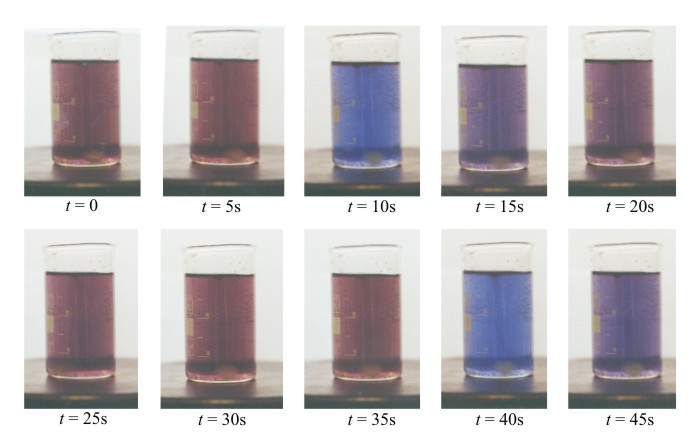
Farbwechsel einer Belousov-Zhabotinsky-Reaktion

Während sich ein breites Interesse für oszillierende Reaktionen zunächst nur an Systemen in homogenen Medien fand, waren es jedoch heterogene Systeme, an denen ein derartiges Verhalten zuerst – und schon sehr früh – beobachtet wurde. Die Erstbeschreibung einer solchen Reaktion, die Polarisationsumkehr beim Elektrodenpaar Eisen/Silber in salpetersaurer Silbernitrat-Lösung, wurde 1828 von Gustav Theodor Fechner veröffentlicht. 1829 beschrieb Friedlieb Ferdinand Runge das schlagende Quecksilberherz in der heute bekannten Form. Im Jahr 1833 entdeckte John F. W. Herschel, bekannt als Astronom und Erfinder der Cyanotypie, periodische Reaktionen beim Auflösen von Eisen in Salpetersäure für bestimmte Konzentrationen der Säure. Oszillierende Reaktionen sind häufig bei elektrochemischen Vorgängen anzutreffen, wo über sie ebenfalls schon früh und zahlreich berichtet wurde, so u. a. 1842 von Christian Friedrich Schönbein oder 1844 von James Prescott Joule. 
Interessanterweise beschäftigte sich zu Beginn des zwanzigsten Jahrhunderts der Chemiker Alfred J. Lotka theoretisch mit periodischen Reaktionen. In dieser seinerzeit ebenfalls unbeachtet gebliebenen Arbeit stellt er ein autokatalytisches Reaktionsschema vor, welches oszillierend zum Gleichgewicht findet. Lotka leistete später wichtige Beiträge zur Populationsdynamik (Lotka-Volterra-Regeln, Schweinezyklus), deren mathematische Modellierung weitgehende Analogien zu eben jener von oszillierenden Reaktionen enthalten.
J. S. Morgan entdeckte 1916 bei der Reaktion von Ameisensäure (Methansäure) mit konz. Schwefelsäure zu Kohlenstoffmonoxid und Wasser unter bestimmten Bedingungen eine oszillierende Gasentwicklung. Entzündet man das entweichende Kohlenstoffmonoxid, so kann man dann ein Größer- und Kleinerwerden der Flamme beobachten. Man führt diese Oszillation auf eine Übersättigung der Lösung und nachfolgender Aufhebung der Übersättigung zurück.
Die erste oszillierende Reaktion in einem homogenen Medium, die Bray-Liebhafsky-Reaktion, wurde 1921 von William C. Bray beschrieben. Dieser untersuchte die katalytische Zersetzung von Wasserstoffperoxid in Gegenwart von Iodat und bemerkte eine periodisch schwankende Sauerstoffentwicklung. Die Publikation fand jedoch nur wenig Beachtung; auch wurde behauptet, das periodische Verhalten ginge von Verunreinigungen aus, die heterophasige Grenzflächen schaffen würden. Letztere galten seinerzeit als Voraussetzung für das Auftreten solcher Oszillationen.
Erst die sehr zögerlich auf eine Veröffentlichung Boris Beloussows – wiederum nahezu unbeachtet in einem zumal fachfremden Blatt, da die entsprechenden Fachblätter die Annahme seines Artikels verweigerten bzw. Beloussow deren weitgehende Revisionsvorschläge nicht akzeptieren konnte – hin erfolgende Erforschung des homogenen Systems Bromat/Cer(IV)-Salz/Malonsäure, beginnend mit Arbeiten von Anatoli Schabotinski 1964, zeigte, dass es sehr wohl derartige homogene Reaktionen gibt. 1972 veröffentlichten Richard J. Field, Endre Körös und Richard M. Noyes einen Mechanismus (FKN-Mechanismus) zur Modellierung der Belousov-Zhabotinsky-Reaktion: mit ihrer Aufstellung von 18 Teilreaktionen mit 21 beteiligten Species belegten sie die hohe Komplexität dieses Systems.
1973 entdeckten Briggs und Rauscher eine eindrucksvolle oszillierende Reaktion (Briggs-Rauscher-Reaktion), als sie die Bray-Liebhafsky-Reaktion und Belousov-Zhabotinsky-Reaktion kombinierten. Diese oszillierende Ioduhr zeigte einen rhythmischen Farbwechsel zwischen farblos, goldbraun und tiefblau.

## Voraussetzungen
Das Auftreten einer oszillierenden Reaktion ist an bestimmte Voraussetzungen gebunden:
- Das System ist weit vom thermodynamischen Gleichgewicht entfernt[12] (hohe Exergonie der Reaktion, ΔG < 0).
- Das System besitzt mindestens einen Reaktionsschritt, der eine positive/negative Rückkopplung beinhaltet (z. B. durch Autokatalyse oder Autoinhibition) und dadurch einen nichtlinearen Zusammenhang herstellt.
- Das System muss für den Stoff- und Energieaustausch mit der Umgebung offen sein.

## Nichtlinearität der Reaktion
Die Nichtlinearität kann beispielsweise durch autokatalytische Teilschritte, rhythmischer Passivierung der Elektroden (bei elektrochemischen Prozessen), oder Temperaturänderung hervorgerufen werden. Dabei tritt ein Effekt auf, der in der Regelungstechnik als Rückkopplung bezeichnet wird. Die Resultate von bestimmten Teilschritten (etwa Änderung der Temperatur / Konzentration / Elektrodenzustand) wirken zurück auf die Geschwindigkeitskonstanten oder Konzentrationen und beschleunigen oder verzögern dadurch den Reaktionsablauf.

## Modellierung
Da stets eine große Anzahl einzelner gekoppelter Schritte notwendig sind, sind die Mechanismen der oszillierenden Reaktion bis heute nicht genau bekannt. Allerdings existieren verschiedene Reaktionsmodelle, die unter bestimmten Voraussetzungen Oszillation zeigen. Das einfachste Modell einer Reaktion A → B stammt von Alfred J. Lotka:
{\displaystyle \mathrm {A+X\longrightarrow 2\ X} } (1)

{\displaystyle \mathrm {X+Y\longrightarrow 2\ Y} } (2)

{\displaystyle \mathrm {Y\longrightarrow B} } (3)
Die Teilschritte (1) und (2) sind autokatalytische Reaktionen. Sie verursachen die Rückkopplung.
Ein anderes Modell für den Reaktionsablauf der oszillierenden Reaktion ist der von Ilya Prigogine und Mitarbeitern entwickelte Brüsselator bzw. der Oregonator.
Ein realistisches minimales oszillierendes chemisches Reaktionssystem enthält nur mono- und bimolekulare chemische Reaktionen (der Brüsselator enthält eine trimolekulare Reaktion) und ist dissipativ (das Lotka-System ist nicht dissipativ). Ein vom mathematischen Standpunkt aus minimales System enthält drei Reaktanten und fünf irreversible Reaktionen und ein vom chemischen Standpunkt aus minimales System nur drei Reaktanten und vier irreversible Reaktionen (siehe Discussion in).
Die Modellierung erfolgt typischerweise mithilfe von Geschwindigkeitsgesetzen.

## Bistabilität
Neben der Oszillation treten in einem solchen System manchmal auch Bistabilitäten auf. Dabei gibt es zwei stabile Reaktionszustände (einen mit hoher / einen anderen mit niedriger Reaktionsgeschwindigkeit oder Intermediatkonzentration), die das System wahlweise annehmen kann. Durch Störung des Systems von außen wird unter Umständen der eine Zustand bevorzugt.

## Elektrochemische Oszillationen
Das pulsierende Quecksilberherz ist im Grunde eine elektrochemische Oszillation, da hierbei zwei Metalle (Quecksilber und Eisen) in einem Lokalelement kombiniert sind.
Eine galvanische Zelle erzeugt normalerweise eine Gleichspannung.
Folgender Versuch erzeugt unter bestimmten Bedingungen eine pulsierende Spannung:
Es wird eine Bleidioxid-Elektrode, wie sie im Bleiakkumulator vorliegt, mit einer Edelstahlelektrode, die mit Platin und Palladium überzogen ist, kombiniert. Als Elektrolyt dient verdünnte Schwefelsäure. Außerdem ist die Edelstahlelektrode mit einer Formaldehydlösung (Methanallösung) umgeben und wirkt als Brennstoffanode. Bei Belastung dieser galvanischen Zelle läuft folgende Gesamtreaktion ab:
{\displaystyle \mathrm {2\ PbO_{2}+2\ H_{2}SO_{4}+HCHO\longrightarrow 2\ PbSO_{4}+3\ H_{2}O+CO_{2}} \ +\ {\text{elektrische Energie}}}
Es wird an der Kathode Blei(IV) im Bleidioxid unter Aufnahme von Elektronen zu Blei(II) im Bleisulfat reduziert. Gleichzeitig wird an der Anode Formaldehyd unter Abgabe von Elektronen zu Wasser und Kohlenstoffdioxid oxidiert. Die pulsierende Spannung kommt nun dadurch zustande, dass die Anode mit Zwischenprodukten der Oxidation überzogen wird. Dadurch sinkt die erzeugte Spannung, das Potential an der Anode wird positiver. Danach werden die Zwischenprodukte weiter oxidiert, die Elektrodenoberfläche wird wieder frei und die Spannung steigt wieder, bis die Elektrodenoberfläche erneut von Zwischenprodukten überzogen ist. Es resultiert je nach dem außen angelegten Belastungswiderstand eine Sägezahnspannung zwischen 0,3 und 0,6 Hz, die mit einem Oszilloskop sichtbar gemacht werden kann. Ein angeschlossenes Birnchen flackert im Rhythmus der pulsierenden Spannung.
Ein anderes Beispiel ist ein galvanisches Element aus einem Eisen- und Kupferblech mit einem Elektrolyten aus einer Kaliumbromatlösung in verdünnter Schwefelsäure. Hierbei wird Eisen zu Eisen(II)-ionen oxidiert, wobei die Bromationen zu Bromidionen reduziert werden. Die gemessene Spannung pulsiert dabei, was dadurch zu erklären ist, dass die Eisenelektrode kurzfristig durch eine hauchdünne Oxidschicht überzogen und damit passiviert wird. Dies führt zu einem sprunghaften Potentialanstieg. Im nächsten Schritt wird die Oxidschicht durch Wasserstoffionen wieder aufgelöst, das Eisen wird wieder aktiviert und das Potential sinkt. Dieser Zyklus wird mehrmals durchlaufen.

## Auftreten in biologischen Systemen
Viele biochemische Reaktionen haben die Voraussetzungen (so u. a. durch kompetitive Hemmung von Enzymen), unter gegebenen Bedingungen zu oszillieren. Beobachtet wurde dies z. B. bei Reaktionen der Glycolyse oder der Zellatmung. Auf oszillierenden Reaktionen beruht auch die Taktgebung des Herzschlags (siehe Sinusknoten). Um Oszillationen mit erheblich längeren Perioden beginnend im Minutenbereich handelt es sich bei den in der Chronobiologie untersuchten biologischen Rhythmen (siehe auch circadiane Rhythmik, ultradiane Rhythmik). Diese hängen nicht nur von äußeren Faktoren (Sonnenlicht, Temperatur) ab; vielmehr wird der Zeittakt in gewissen Zellarealen (so im Nucleus suprachiasmaticus) generiert. Die genauen biochemischen Hintergründe liegen jedoch noch im Dunklen. Oszillierende Systeme in Lebewesen lassen sich auch als komplexe zwei- und dreidimensionale Strukturen visualisieren, wie sie beispielsweise von intrazellulären Ca2+-Wellen ausgebildet werden.